# Kutyás sportok
Sok gazda versenyezteti a kutyáját valamilyen sportban, ide értve a kutya szépségversenyeket, dog dancing, agility, kutyás futás (canicross) stb. A kutyás sportok egy része a kutyák eredeti feladatit igyekszik versenykörnyezeten imitálni, más részük pedig a kutya-gazda kapcsolatot teszi próbára.

### Dog Dancing
A Dog Dancing tükörfordítása a kutyatánc. A versenyt egy emberből és egy kutyából álló csapatok vívják. A versenyszabályzat hangsúlyozottan megengedi fogyatékkal élő emberek indulását. A versenyszám egy táncprodukció, amelyet az ember és a kutya együtt mutat be, és a zsűri pontokkal jutalmaz. A produkciónak elsősorban a kutya képességeinek bemutatása kell, hogy a célja legyen.

### Agility

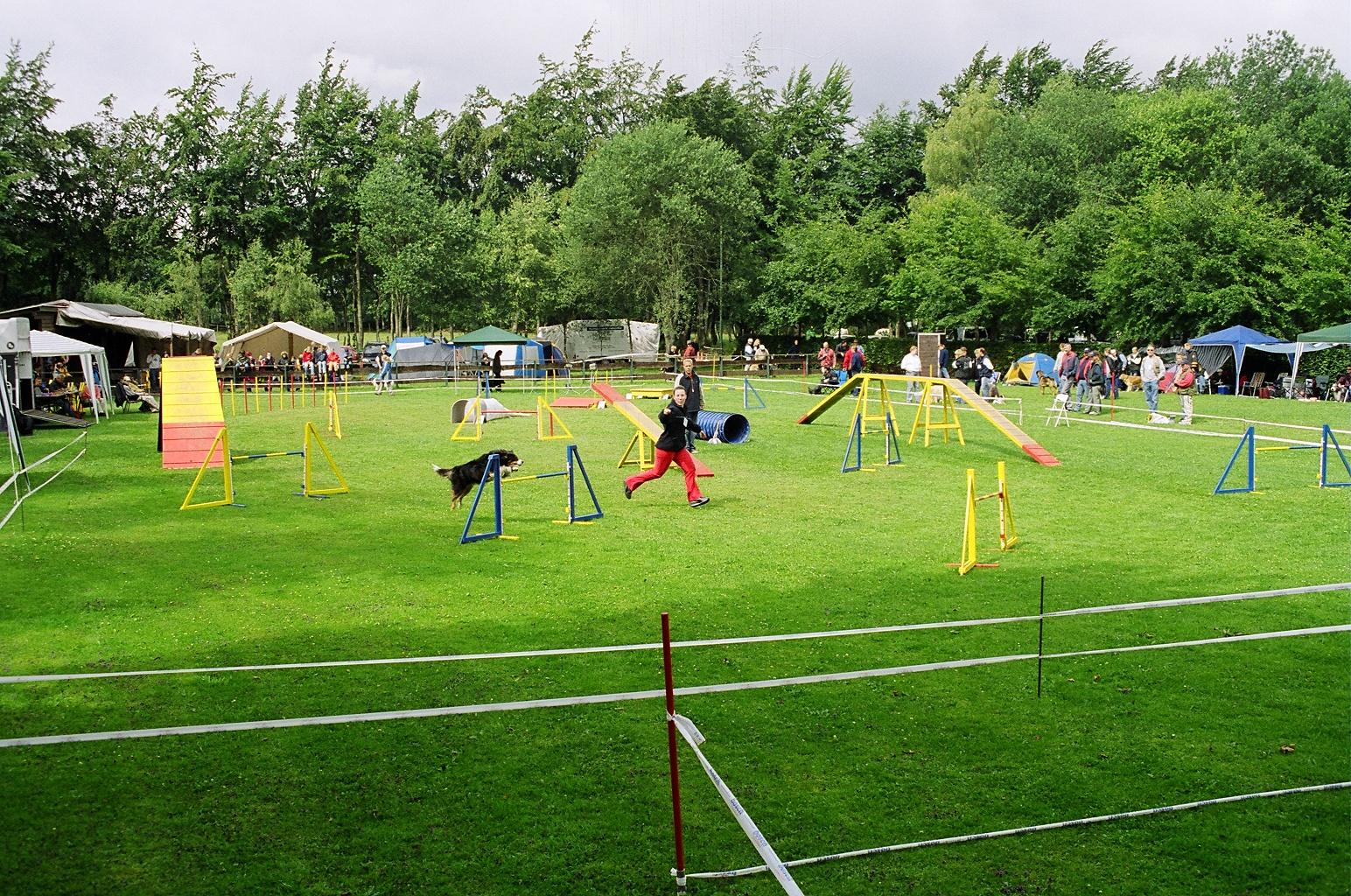
Agility-versenypálya

A kutya, gazdája vezetésével megy végig egy a lovas díjugratás által ihletett akadály pályán. A kutyát a gazdája póráz nélkül vezeti végig a számozott pályán, miközben sem a kutyát, sem az akadályokat nem érintheti meg. A verseny időre megy, a pályaelhagyásért, vagy egyéb hibáért hibapont jár.
Az agilityben használt akadálytípusok:
- Ugróakadályok
- Karika
- Távolugró
- Palánk
- Palló
- Hinta
- Szlalom
- Kúszók[7]

### Terelőkutyák versenye
A versenyfeladatok a pásztorok terelőkutyáinak alapvető feladataiból állnak, a verseny azokban az országokban népszerű, hol a külterjes állattenyésztés nagy múltra tekint vissza.
A kutyák egyedül vagy csapatban a felvezető utasításai alapján terelik a juhok csoportját a kerítésekkel, kapukkal, karámokkal kijelölt pályán. A versenykiírásban meghatározzák, hogy az adott versenyen csak adott fajtájú, vagy bármely terelésre betanított kutya indulhat-e.
A verseny időre megy, a pályaelhagyásért, vagy egyéb hibáért hibapont jár.

### Szánhúzás
A szánhúzás az északi népek szánhúzókutyáinak munkáját imitálja versenykörülmények között. A szánhúzáshoz egy szán, vagy edzőkocsi, illetve a fogatoláshoz szükséges hámok és egyéb eszközök szükségesek. A szánhúzás igazi csapatjáték, hiszen a gazdának legalább két kutyát kell irányítania.

### Agárverseny és coursing
Az agárversenyek gyorsasági futóversenyek, amely során egy elliptikus pályán futnak az agarak. Különböző távolságok vannak, mindig időt mérnek, a leggyorsabb agár nyer. Coursingen az agarak előtt drótkötélen cikcakkos pályán vontatott műnyúl biztosítja a vadászat élményét. Öt szempont alapján pontozza a résztvevőket kettő, vagy több kvalifikált bíró: gyorsaság, fordulékonyság, intelligencia, űzési kedv, kondíció.

### Flyball

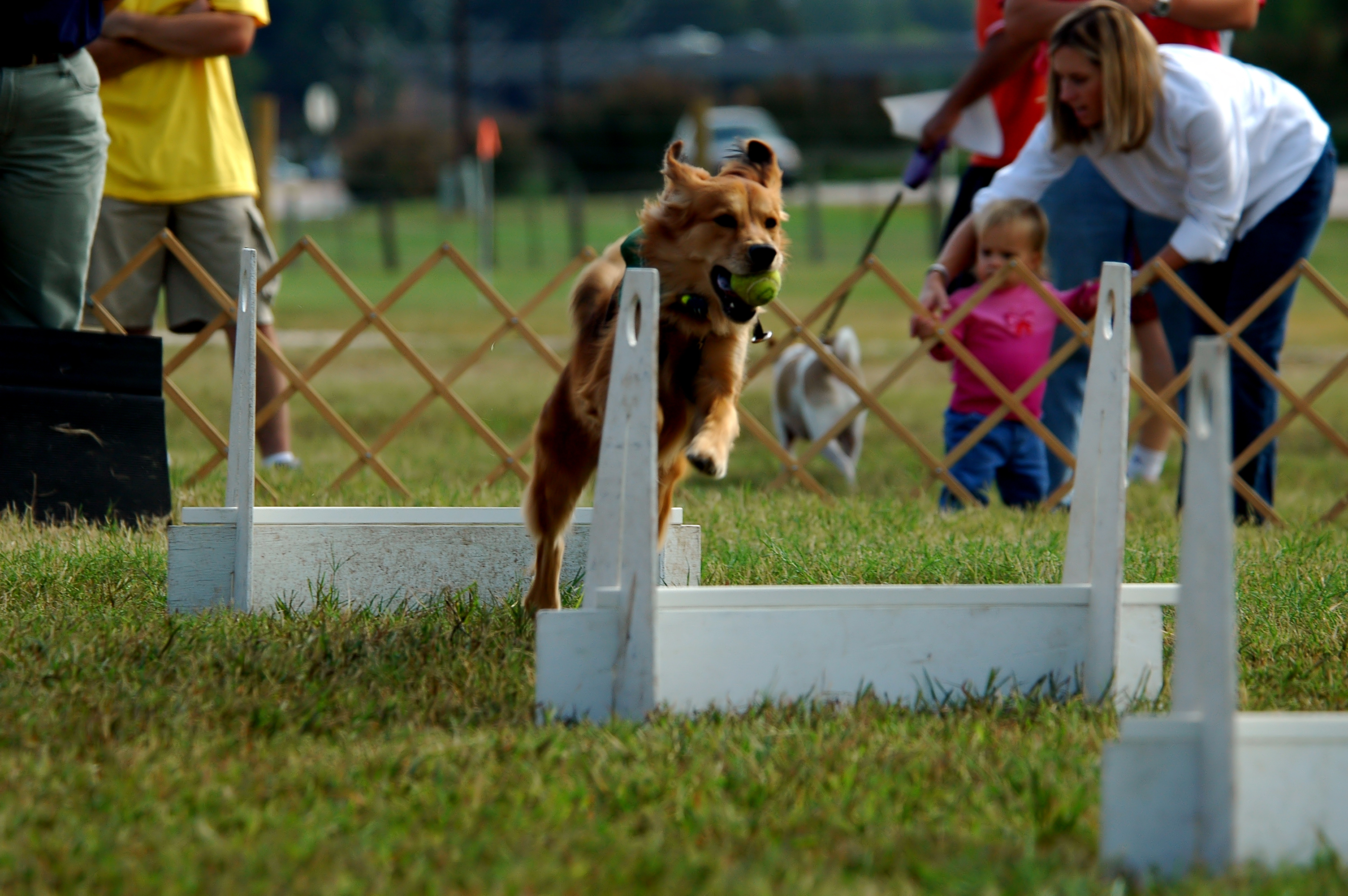
Egy golden retriever flyball verseny közben

A flyball egy kutyás csapatjáték, amit két négy kutyából álló csapat játszik időre, egymás ellen, két párhuzamosan kialakított 15-16 méter hosszú akadálypályán. A kutyáknak egymás után kell leküzdeni a 4 ugróakadályt, majd megszerezni a labdát, majd visszavinni az akadályokon keresztül a kiindulópontra. A következő kutya akkor indulhat, amikor az előző átlépte a start/cél vonalat.

### Belgian Ring

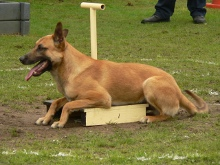
Belga juhász verseny közben

A Belga Ringsport vagy más néven a Belgian Ring egy őrző-védő vagy szolgálati kutyasport, melyet az NVBK (Nationaal Verbond van Belgische Kynologen), KKUSH" (Koninklijke Kynologische Unie Sint-Hubertus) felügyel mint a KCB, azaz a Belga Kennel Club tagja. Ez a legrégebbi és az egyik legkeményebb védőkutya sport a világon, a sportot teljesen a belga malinois (Mechelse dog) kutyafajta uralja. A ringsport nagyon közeli kapcsolatban áll a belga rendőrséggel és a belga hadsereggel, mert a legtöbb szolgálati kutyájukat a Belga Ringsport szerint kiképzett kutyák közül vásárolják és a Belga Ringsport elvei alapján képzik ki őket.